# أولستر
أولستر ((بالأيرلندية: Ulaidh) أو Cúige Uladh, أولستر لهجة الاسكتلنديين: Ulstèr أو Ulster) هي إحدى محافظات أيرلندا الأربعة.

## أعلام
- مارغريت ماير
- ألفرد نوكس
- جوسلين بيل بورنيل
- جون مكينلي
- جيمس سميث